# 타케다 테츠야
타케다 테츠야(武田 鉄矢, 1949년 4월 11일 ~ )는 일본의 가수이자 배우, 작사가이다. 포크 그룹 해원대의 보컬이자 리더이기도 하다.
일본 드라마 역사를 논할 때 절대 빠지지 않는 학원드라마의 금자탑 "金八先生" (킨파치 센세-)에서 킨파치 센세역으로 무려 33년(1979년~2011년)동안 출연한 연예인이다. 한국에서 학원드라마 '고교생일기'나 '학교' 시리즈 역시 뿌리의 근원은 킨파치 센세라고 봐야하며, 그 드라마는 무수히 많은 쟈니즈 출신 아이돌들과 다른 소속사 아이돌들이 본격 스타로 입문하는 등용문으로 통과과정이 되었다.

## 출연 작품

### 드라마
- 대하드라마 (NHK)
  - 1979년 《풀이 타오르다》 - 아다치 모리나가 역
  - 1983년 《도쿠가와 이에야스》 - 도요토미 히데요시 역
  - 1991년 《태평기》 - 구스노키 마사시게 역
  - 2006년 《공명의 갈림길》 - 고토 키치베 역
  - 2010년 《료마전》 - 가쓰 가이슈 역
- 《3학년 B반 긴파치선생》 시리즈 (1979년 ~ 2011년)
- 1991년 《101번째 프러포즈》
- 1997년 《버진 로드》
- 1998년 《소믈리에》
- 1999년 《프리즌 호텔》
- 1999년 《퍼펙트 러브!》
- 2004년 《란포R》
- 2006년 《사토미팔견전》
- 2006년 《백야행》
- 2007년 《화려한 일족》
- 2007년 《부부도》
  - 2009년 《부부도 - 시즌 2》
- 2009년 《BOSS》
- 2009년 《타임슬립 닥터 진》 - 오가타 고안 역 (특별출연)
- 2010년 《W의 비극》
- 2010년 《나사케의 여자》
- 2010년 스페셜 드라마 《스트로베리 나이트》
- 2011년 《행복의 노란 손수건》
- 2012년 《스트로베리 나이트》
- 2015년 《죽음의 장기》

### 영화
- 1977년 《행복의 노란 손수건》
- 2008년 《나는 조개가 되고싶다》
- 2013년 《스트로베리 나이트》